# Edirne (prowincja)
Prowincja Edirne (tur. Edirne Ili) – jednostka administracyjna w Tracji, w zachodniej Turcji, granicząca z Grecją i Bułgarią.

## Dystrykty

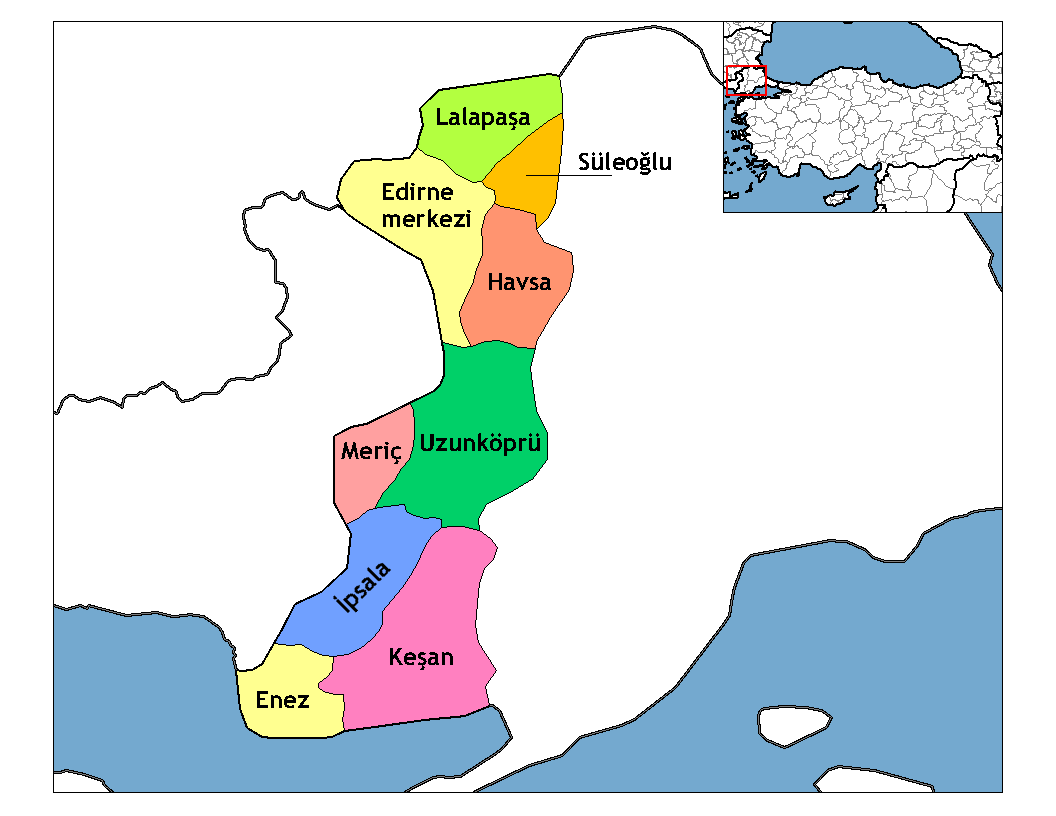
Dystrykty w prowincji Edirne

Prowincja Edirne  dzieli się na dziewięć dystryktów:
- Edirne
- Enez
- Havsa
- İpsala
- Keşan
- Lalapaşa
- Meriç
- Süloğlu
- Uzunköprü